# Natalka Poltavka
Natalka Poltavka (en ukrainien : Наталка Полтавка) est une pièce de théâtre ukrainienne écrite par Ivan Kotliarevsky en 1819. L'opéra était la dernière représentation programmée à l'Opéra national d'Ukraine à Kiev, avant l'invasion russe de l'Ukraine en 2022.

## Histoire
La pièce est écrite en 1819 en ukrainien par le dramaturge Ivan Kotliarevsky et jouée pour la première fois en 1821 dans la ville de Kharkiv. La pièce a servi de base à l'opérette homonyme du compositeur ukrainien Mykola Lyssenko, mais aussi de base pour plusieurs films en Ukraine et à l'étranger.
La pièce est de style classique, conformément à ce qui se faisait lors de la Renaissance nationale ukrainienne. Elle traite de la vie du peuple et des paysans ukrainiens, mais émet aussi une critique des Ukrainiens russifiés symbolisé par le personnage de l'ancien fonctionnaire. Ces éléments expliquent notamment sa grande popularité en Ukraine tant à l'époque de sa rédaction que de nos jours, ainsi que son influence sur le développement de la littérature dramatique ukrainienne au XIXe siècle,

## Intrigue

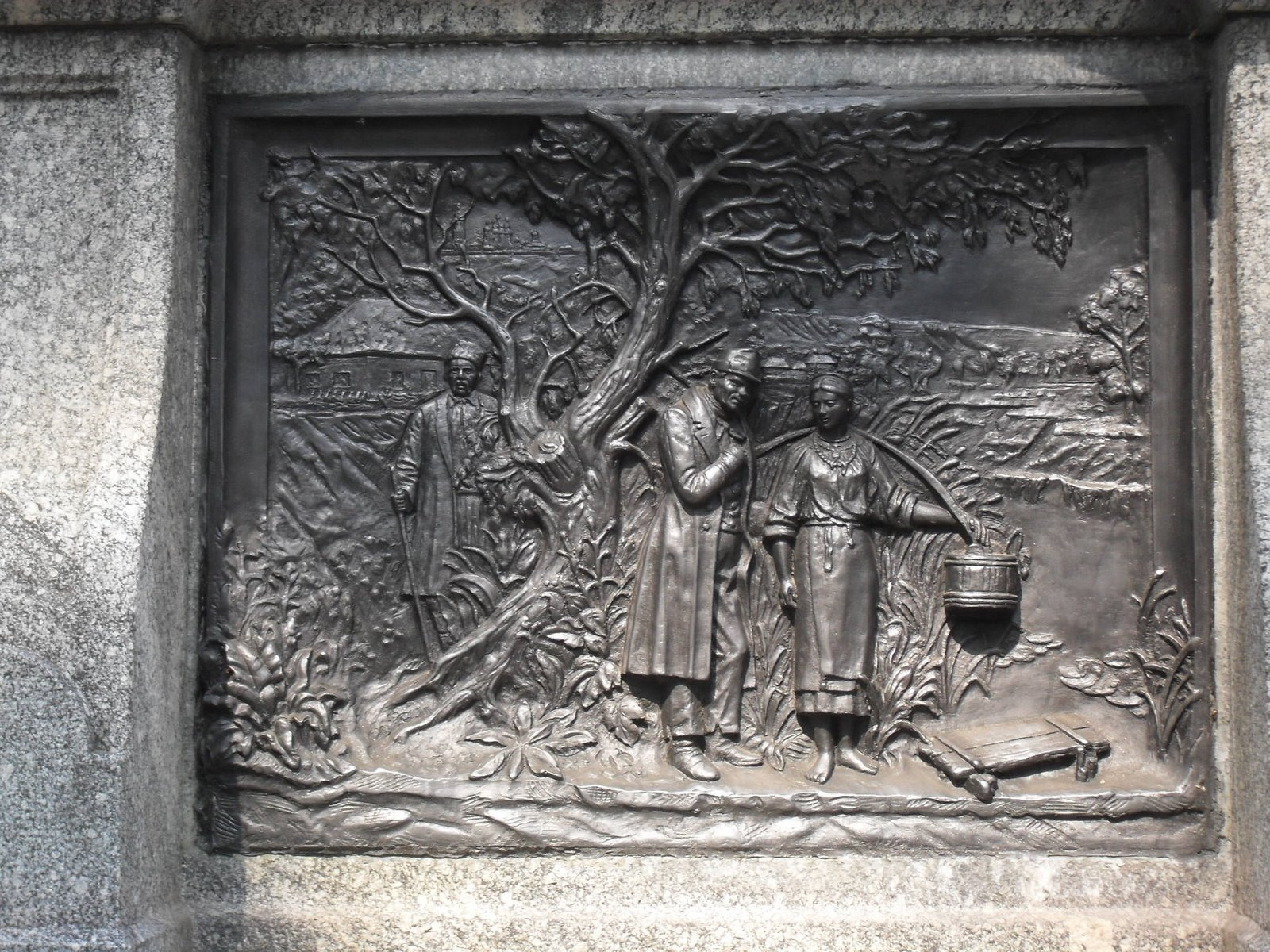
Scène de Natalka Poltavka sur le monument Kotliarevsky à Poltava (sculpteur L. Pozen, 1903).

La pièce suit les aventures de Natalka et Petro, deux amoureux qui envisagent de se marier. Cependant, le père de Natalka désapprouve le mariage car Petro n'est pas assez riche. Ce qui conduit ce dernier à partir s'enrichir ailleurs. Pendant ce temps, le père de Natalka meurt, et sa famille se retrouve démunie, obligée de vivre comme des paysans.
Sans nouvelles de Petro durant cinq ans, et sur les conseils de sa mère, Natalka décide d'accepter les avances d'un ancien fonctionnaire aisé. Petro réapparait alors pour découvrir que sa bien-aimée s'est promise en mariage à quelqu'un d'autre. La tension monte jusqu'à ce que les amants soient à nouveau réunis.

## Adaptations cinématographiques
La pièce a été adaptée par Ivan Kavaléridzé en un film sorti le 24 décembre 1936 en Ukraine,. Ce film est la première adaptation d'une opérette produite en Union soviétique,. Un autre film réalisé par l'Ukraino-Américain Vasyl Avramenko sort peu après, le 14 février 1937, aux États-Unis, devenant le premier film en langue ukrainienne produit dans ce pays.